# Gorjan
Gorjan je priimek v Sloveniji, ki ga je po podatkih Statističnega urada Republike Slovenije na dan 1. januarja 2010 uporabljalo 328 oseb in je med vsemi priimki po pogostosti uporabe uvrščen na 1.141. mesto.

## Znani slovenski nosilci priimka
- Božidar (Bogo) Gorjan (1924—2023), partizan, politik, publicist
- Matija Gorjan (1947—2016), jadralec
- Venceslav Gorjan, operni? pevec
- Vojko Gorjan (1949—1975), pesnik, literat, prevajalec

## Znani tuji nosilci priimka
- Zlatko Gorjan (1901—1976), hrvaški književnik in prevajalec